# 小川晴央
小川晴央（おがわ はるお、1989年—），日本的輕小說作家。其出身於靜岡縣 , 目前居住於大阪府。

## 經歷
2011年5月，以小川博史的名義投稿作品《箱部～東高 引きこもり同好会～》，獲得第16回Sneaker大賞優秀賞 ，但没有出版。其後於2013年以小川博史的名義，以《三年B班的中崎同學（暫定）》應募第20回電撃小説大獎， 並在同年10月獲得金賞。該作在改稿後改為目前的標題《我成了校園怪談的原因》 ，筆名也改為小川晴央。他的作品在2014年2月，由MediaWorks文庫出版。

## 人物
小川本來希望成為漫畫家 , 但當時遇到很多有趣的小說 , 於是決定挑戰寫小說。小川向友人問了其對自己的印象，其回答:「總括來說就是『眼鏡』」，對此，小川说:「自己是被四周的環境和機遇所救 , 靠著運氣才走到這一步的男人」。

## 作品列表
- 《我成了校園怪談的原因》（MediaWorks文庫）2014年
- 《傾聽妳的顏色》（MediaWorks文庫）2015年
- （MediaWorks文庫）2016年
- （講談社）2019年
- 《樱花散落的街道》（KA Esuma文庫）2020年

## 關係者
插畫家
- 吉附久道（よしづきくみち）
小川的早期三部作品皆由其擔任繪製封面，卷首插畫及插圖。

## 註腳
1. ↑  .   [2017-08-03]. （原始内容存档于2020-10-31）.
2. ↑  .   [2017-08-03]. （原始内容存档于2018-07-22）.

## 外部連結
- 作家隨筆散文集 四季折々 第20回「であいがしら」(日文)
- 小川晴央的X（前Twitter）